# Hamlet (Liszt)
Hamlet (Amleto) S 104 è un poema sinfonico composto da Franz Liszt nel 1858 e pubblicato nel 1861 con il numero 10. Fu eseguito per la prima volta il 2 luglio 1876 alla Konzerthalle del Loh Park Schloß di Sondershausen sotto la direzione di Max Erdmannsdorf. Ebbe una trascrizione per due pianoforti (1860) e una per pianoforte a quattro mani (1874).
Hamlet è il decimo del ciclo lisztiano di tredici poemi sinfonici scritti durante il periodo di Weimar, e offre un ritratto psicologico dell'Amleto shakespeariano. Inizia con l'indicazione Sehr langsam und düster (Molto lento e cupo) ed è introdotto dai fiati, ai quali si accodano i timpani e infine gli archi. Procede in un alternarsi di momenti di tranquillità (evocazioni di Ofelia) e di tormento, e lascia irrisolta la domanda Essere o non essere? con l'uso di un pizzicato d'archi che si conclude bruscamente.